# لورا پالمر
لورا پالمر یک شخصیت خیالی در برنامه چکادهای دوقلو است. او توسط شریل لی به تصویر کشیده شده است و توسط سازندگان برنامه دیوید لینچ و مارک فراست ساخته شده است. او برای نخستین بار در قسمت نخست چکادهای دوقلو ظاهر می‌شود.
لورا پالمر دانش‌آموز دبیرستانی است که مرگ او فروکافت داستان چکادهای دوقلو است و داستان این برنامه دربارهٔ قتل او است. پالمر شخصیت بنیادین فیلم چکادهای دوقلو: با من بر آتش برو (۱۹۹۲) نیز است که هفته آخر زندگی او را به تصویر می‌کشد. این فیم پیش‌درآمدی بر داستان برنامه چکادهای دوقلو است. لورا همچنین در کتاب‌های چکادهای دوقلو، فصل سوم چکادهای دوقلو (۲۰۱۷) و کالاهای دگری که بر اساس این برنامه ساخته شده‌اند نیز حضور دارد.